# Henryk Kasperczak (muzyk)
Henryk Kasperczak (ur. 1968 w Zielonej Górze) – polski muzyk, kompozytor i multiinstrumentalista, znany głównie jako lutniarz.

## Życiorys
Kasperczak był absolwentem Królewskiego Konserwatorium Muzycznego w Hadze w klasie lutni Toyohiko Satoh, Akademii Muzycznej w Krakowie i muzykologii Uniwersytet im. Adama Mickiewicza w Poznaniu. Na przełomie 2005 i 2006 dołączył do zespołu Amaryllis.
Jest wykładowcą w Akademii Muzycznej im. Ignacego Jana Paderewskiego w Poznaniu. Współorganizuje Festiwal Lutniowy Najkrótsza noc Wojciecha Długoraja w Gostyniu i Międzynarodowy Festiwal Kultury Dawnej w Malborku.

## Publikacje
- Lutnia renesansowa dawniej i dziś. Synteza stylów, form i środków wykonawczych w twórczości Toyohiko Satoha (2016)[7]

## Dyskografia
- Kedykolwiek Teraz Jesteś (1998)[8]
- Bonjour, Mon Coeur (2006)[9]
- Wojna i Miłość (2009)[10]
- Historie Dominikańskie (2010)[11]
- Grunwald 1410 Po Kowalsku (2010)[12]
- Pospolite Ruszenie (2014)[13]
- Affetti E Passaggi (2016)[14]

### Amaryllis
- Prologos (2006)
- Inquietum Est Cor (2009)